# One Raffles Quay
One Raffles Quay (en chino: 莱佛士码头一号) es un complejo de edificios de oficinas situado en Raffles Place, el distrito financiero de Singapur.
Diseñado por Kohn Pedersen Fox, One Raffles Quay (ORQ) consiste en North Tower, de 50 plantas, y South Tower, de 29 plantas, totalizando 1 300 000 pies cuadrados (120 000 m²) de espacio de oficinas de primer grado A. El edificio fue construido para corporaciones bancarias y financieras y completado en agosto de 2006.
ORQ alberga bancos internacionales como RBS, Barclays Capital, Credit Suisse, Deutsche Bank AG, Societe Generale Private Banking y UBS, así como las renombradas firmas de servicios profesionales Thomson Reuters y Ernst & Young. También hospeda varios entretenimientos de nivel mundial y está directamente conectada con Raffles Place MRT mediante un enlace con tiendas.
ORQ fue premiada con el Prix d' Excellence de 2008 en la categoría 'Oficinas' por la International Real Estate Federation (FIABCI) por personificar la excelencia en todos los aspectos de desarrollo incluyendo construcción, correduría, administración de instalaciones, estrategia de marketing, impacto en la comunidad local y beneficio al medio ambiente. 
La construcción de ORQ fue considerada una importante hazaña de ingeniería y técnica, dadas las restricciones del lugar y la presencia de una línea de MRT por debajo de la North Tower. Fue premiada con el Building and Construction Authority's Design and Engineering Safety Excellence Award en mayo de 2008. 
En 2009, ORQ también fue premiada con el Green Mark Gold Award por la Building and Construction Authority debido a sus características sostenibles.